# J. H. Urberg
J. H. Urberg, död i början av 1800-talet, var en svensk målare, tecknare, grafiker och silhuettklippare.
Man kan via arkiverade dagstidningar följa Urbergs verksamhet som kringresande konstnär. Han annonserade om att han utförde målade porträtt och skuggbilder. Han var verksam i bland annat Karlskrona, Norrköping, Jönköping, Göteborg, Gävle och Uppsala innan han 1800 överflyttade sin verksamhet till Finland. På alla platser han besökte annonserade han sin skicklighet som konstnär och kvalitet av produkterna med Af undertecknad förfärdigas portraiter med silfverstift på pergament. Uti guld och silfver på glas funderat med alla sorter efter gjorda ägta stenar till medailler, bröstnålar, ringar etc... Bland hans kända arbeten märks kopparsticks gravure på glas med porträtten på Gustav IV Adolf och Fredrika Dorotea Wilhelmina. I finsk privat ägo finns ett litet medaljongporträtt av major J.O. Söderhielm signerat 1800. På Nationalmuseum i Stockholm finns ett flertal osignerade miniatyrporträtt om har stora likheter med Urbergs kända arbeten.